# Collegio uninominale Puglia - 05 (Senato della Repubblica 2017)
Il collegio elettorale uninominale Puglia - 05 è stato un collegio elettorale uninominale della Repubblica Italiana per l'elezione del Senato tra il 2017 ed il 2022.

## Territorio
Come previsto dalla legge elettorale italiana del 2017, il collegio era stato definito tramite decreto legislativo all'interno della circoscrizione Puglia.
Era formato dal territorio di 36 comuni: Arnesano, Avetrana, Campi Salentina, Carmiano, Cavallino, Cellino San Marco, Erchie, Francavilla Fontana, Guagnano, Latiano, Lecce, Lequile, Lizzanello, Manduria, Maruggio, Mesagne, Monteroni di Lecce, Novoli, Oria, Salice Salentino, San Cesario di Lecce, San Donaci, San Donato di Lecce, San Michele Salentino, San Pancrazio Salentino, San Pietro in Lama, San Pietro Vernotico, Sava, Squinzano, Surbo, Torchiarolo, Torre Santa Susanna, Torricella, Trepuzzi, Veglie, Villa Castelli.
Il collegio era quindi compreso tra le province di Brindisi, Lecce e Taranto.
Il collegio era parte del collegio plurinominale Puglia - 02.

## Eletti
| Elezione | Elezione | Senatore             | Partito            |
| -------- | -------- | -------------------- | ------------------ |
|          | 2018     | Iunio Valerio Romano | Movimento 5 Stelle |

## Dati elettorali

### XVIII legislatura
Come previsto dalla legge elettorale, 116 senatori erano eletti con sistema a maggioranza relativa in altrettanti collegi uninominali a turno unico.
| Candidati              | Candidati                      | Voti    | %     | Liste                                | Voti    | %     |
| ---------------------- | ------------------------------ | ------- | ----- | ------------------------------------ | ------- | ----- |
|                        | Iunio Valerio Romano ✔️ Eletto | 105 613 | 42,64 | Movimento 5 Stelle                   | 105 613 | 42,64 |
|                        | Luigi Vitali                   | 84 335  | 34,05 | Forza Italia                         | 46 046  | 18,59 |
| Lega                   | Luigi Vitali                   | 84 335  | 34,05 | 16 686                               | 6,74    |       |
| Fratelli d'Italia      | Luigi Vitali                   | 84 335  | 34,05 | 12 924                               | 5,22    |       |
| Noi con l'Italia - UDC | Luigi Vitali                   | 84 335  | 34,05 | 8 679                                | 3,50    |       |
|                        | Dario Stefano                  | 41 380  | 16,71 | Partito Democratico                  | 35 982  | 14,53 |
| +Europa                | Dario Stefano                  | 41 380  | 16,71 | 3 157                                | 1,27    |       |
| Italia Europa Insieme  | Dario Stefano                  | 41 380  | 16,71 | 1 432                                | 0,58    |       |
| Civica Popolare        | Dario Stefano                  | 41 380  | 16,71 | 809                                  | 0,33    |       |
|                        | Irene Strazzeri                | 7 916   | 3,20  | Liberi e Uguali                      | 7 916   | 3,20  |
|                        | Rita Nini                      | 2 918   | 1,18  | Potere al Popolo!                    | 2 918   | 1,18  |
|                        | Pierluigi Annicchiarico        | 2 898   | 1,17  | CasaPound                            | 2 898   | 1,17  |
|                        | Maria Cristina De Pascalis     | 1 123   | 0,45  | Il Popolo della Famiglia             | 1 123   | 0,45  |
|                        | Antonio Palmisano              | 1 084   | 0,44  | Partito Comunista                    | 1 084   | 0,44  |
|                        | Teresa Mongelli                | 217     | 0,09  | PRI - ALA                            | 217     | 0,09  |
|                        | Dorophj Cucci                  | 181     | 0,07  | Lista del Popolo per la Costituzione | 181     | 0,07  |
| Totale                 | Totale                         | 247 665 | 100   |                                      | 247 665 | 100   |
|                        |                                |         |       |                                      |         |       |
| Voti non validi        | Voti non validi                | 10 770  | 4,17  |                                      |         |       |
| Votanti                | Votanti                        | 258 435 | 69,56 |                                      |         |       |
| Elettori               | Elettori                       | 371 534 |       |                                      |         |       |